# Skin and Bones
Skin and Bones es el primer disco en vivo (acústico) de la banda de rock Foo Fighters lanzado a la venta el 7 de noviembre de 2006 y grabado durante ese mismo año en el mes de agosto, en la actuación que tuvo lugar en el Pantages Theater de Los Ángeles. Como colaboración especial en la grabación del disco se encuentra el exmiembro de la banda, Pat Smear. 
Además del citado disco también se editó un doble DVD grabado en el Hyde Park de Londres así como en otras actuaciones de la banda en Estados Unidos.

## Lista de canciones

### CD
1. "Razor" - 6:48 (Dave Grohl)
2. "Over and Out" - 5:56 (Grohl, Taylor Hawkins, Nate Mendel, Chris Shiflett)
3. "Walking After You" - 5:18 (Grohl)
4. "Marigold" - 3:19 (Grohl) (editada en With The Lights Out de Nirvana y en Pocketwatch)
5. "My Hero" - 4:51 (Grohl, Mendel, Pat Smear)
6. "Next Year" - 4:34 (Grohl, Hawkins, Mendel)
7. "Another Round" - 4:55 (Grohl, Hawkins, Mendel, Shiflett)
8. "Big Me" - 3:01 (Grohl)
9. "Cold Day in the Sun" - 3:26 (Grohl, Hawkins, Mendel, Shiflett)
10. "Skin and Bones" - 4:00 (Grohl)
11. "February Stars" - 5:51 (Grohl, Smear, Mendel)
12. "Times Like These" - 5:25 (Grohl, Hawkins, Mendel, Shiflett)
13. "Friend of a Friend" - 4:01 (Grohl)
14. "Best of You" - 5:02 (Grohl, Hawkins, Mendel, Shiflett)
15. "Everlong" - 6:37 (Grohl)

### DVD

#### Live in Los Angeles
1. "Intro"
2. "Razor" (Dave Grohl)
3. "Over and Out" (Grohl, Taylor Hawkins, Nate Mendel, Chris Shiflett)
4. "On the Mend" (Grohl, Hawkins, Mendel, Shiflett)
5. "Walking After You" (Grohl)
6. "Still" (Grohl, Hawkins, Mendel, Shiflett)
7. "Marigold" (Grohl)
8. "My Hero" (Grohl, Mendel, Pat Smear)
9. "Next Year" (Grohl, Hawkins, Mendel)
10. "Another Round" (Grohl, Hawkins, Mendel, Shiflett)
11. "See You" (Grohl, Mendel, Smear)
12. "Cold Day in the Sun" (Grohl, Hawkins, Mendel, Shiflett)
13. "Big Me" (Grohl)
14. "What If I Do" (Grohl, Hawkins, Mendel, Shiflett)
15. "Skin And Bones" (Grohl, Hawkins, Mendel, Shiflett)
16. "Ain’t It the Life" (Grohl, Hawkins, Mendel)
17. "February Stars" (Grohl, Mendel, Smear)
18. "Times Like These" (Grohl, Hawkins, Mendel, Shiflett)
19. "Friend of a Friend" (Grohl, Hawkins, Mendel, Shiflett)
20. "Best of You" (Grohl, Hawkins, Mendel, Shiflett)
21. "Everlong" (Grohl)

#### Live in Hyde Park
1. "In Your Honor" (Dave Grohl, Taylor Hawkins, Nate Mendel, Chris Shiflett)
2. "All My Life" (Grohl, Hawkins, Mendel, Shiflett)
3. "Best Of You" (Grohl, Hawkins, Mendel, Shiflett)
4. "Times Like These" (Grohl, Hawkins, Mendel, Shiflett)
5. "Learn To Fly" (Grohl, Mendel, Hawkins)
6. "Breakout" (Grohl, Mendel, Hawkins)
7. "Shake yor Blood" con Lemmy Kilmister de Motörhead (Grohl)
8. "Stacked Actors" (Grohl, Mendel, Hawkins)
9. "My Hero" (Grohl, Mendel, Pat Smear)
10. "Generator" (Grohl, Mendel, Hawkins)
11. "DOA" (Grohl, Hawkins, Mendel, Shiflett)
12. "Monkey Wrench" (Grohl, Mendel, Smear)
13. "Tie Your Mother Down" con Brian May y Roger Taylor (cover de Queen) (Brian May)
14. "Everlong" (Grohl)